# King's Meaburn
King's Meaburn è un villaggio e parrocchia civile dell'Inghilterra, appartenente alla contea della Cumbria.